# Palmacu
Palmacu war ein rumänisches Längenmaß.
- Dobrudscha: 1 Palmacu = 12 Haturi = 144 Nothale = 3,032 Zentimeter
- Moldau: 1 Palmacu = ½ Palma gospodareste = 12 Linii = 3,484 Zentimeter